# Acompsogma dioryctis
Acompsogma dioryctis är en fjärilsart som beskrevs av Edward Meyrick 1938. Acompsogma dioryctis ingår i släktet Acompsogma och familjen plattmalar. Inga underarter finns listade i Catalogue of Life.